# Gary Anderson
Gary Anderson (n. 8 octombrie 1939, Holdrege⁠(d), Nebraska, SUA) este un politician american, medaliat olimpic. A participat la două ediții ale Jocurilor Olimpice (1964, 1968) în care a câștigat două medalii de aur.